# 상해희망도서관

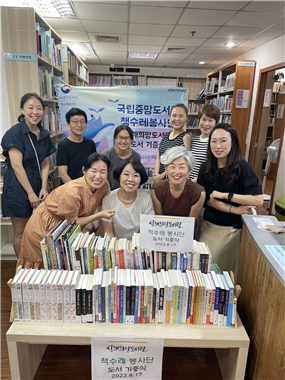
책수레봉사단

상해희망도서관은 2009년에 설립된 도서관이다.

## 목적
상해희망도서관은 상해교민과 지역사회를 위해 교민들의 기증 도서와 개인, 단체, 기업의 후원금, 자원 봉사자의 봉사로 운영되며 양질의 도서를 무료로 대출, 열람하고 복합 문화 공간으로의 역할을 하며 지역사회 활동을 통해 나눔과 소통의 마당이 되고자 하는 목적을 가지고 있다.

## 위치
상해시 민항취 홍췐루 1000호 징팅따샤 901호
(上海 闵行区 虹泉路 1000号 井亭大厦 9楼)

## 연혁
- 2009년 11월 21일: 설립
- 2012년 1월 1일: 두레책마을에서 두레도서관으로 명칭 변경
- 2014년 10월 1일: 상해 희망 도서관으로 명칭 변경

## 이용안내
- 월-토(오전10시~12시/오후1시~4시)
- 일요일,공휴일 휴무